# Список керівників держав 1364 року
Список керівників держав 1364 року — це перелік правителів країн світу 1364 року.
Список керівників держав 1363 року — 1364 рік — Список керівників держав 1365 року — Список керівників держав за роками

## Європа
- Англія
  - Король Англії — Едуард III (1327—1377)
- Балканський півострів
  - Візантійська імперія — Іоанн V Палеолог (1341—1376)
  - Албанське королівство — Роберт Тарентський (1336—1364) і Йоанна (1348—1364); безвладдя до 1368
  - Деспотат Ангелокастрон і Лепанто — Гін Буа Шпата (1359—1374)
  - Аргос і Нафпліон (сеньйорія) — Гі Енгієнський (1356—1376)
  - Аркадія (баронія) — Ерар III Ле Мор (1337? — 1388)
  - Артський деспотат — Петер Лоша (1359—1374)
  - Герцогство Архіпелагу — Флоренца Санудо (1362—1371)
  - Афінське герцогство — Зегер Анг'єнський (1356—1367)
  - Ахейське князівство — Роберт Тарентський (1346/1348-1364); Марія де Бурбон (1364—1370)
  - Вельбуждський деспотат — Деян (1355—1366)
  - Друге Болгарське царство — Іван Александр (1331—1371)
  - Видинське царство — Іван Срацимир (1356—1396)
  - Добруджанське князівство — Добротіца (1347—1385)
  - Боснійський банат — Твртко I (1353—1366)
  - Валонський деспотат — Олександр Комнін Асень (1363—1372)
  - Епірський деспотат — Симеон Урош (1359—1371)
  - Зета (держава) — Страцімир Балшич (1362—1373) і Джурадж I Балшич (1362—1378)
  - Пфальцграфство Кефалонії та Закінфу — Леонардо I Токко (1357—1375/1377)
  - Кіпрське королівство — Петро I (1358—1369)
  - Берат (князівство) — Андреа II Музака (1331—1372)
  - Лесбос — архонт Франческо I Гаттілузіо (1355—1384)
  - Морейський деспотат — Мануїл Кантакузин (1354—1380)
  - Неопатрійське герцогство — Фредеріго II (1355—1377)
  - Перше Сербське королівство; король Стефан Урош V (1355—1371)
  - Графство Салона (Lordship of Salona) — Хайме Фадріке (1355—1365)
- Балтія
  - Велике князівство Литовське — Ольгерд (1345—1377)
    - Троцьке князівство — Кейстут (1332—1381)

  - Дерптське єпископство — Йоганн I Фіффгузен (1346—1373)
  - Езель-Вікське єпископство — Конрад II (1363—1374)
  - Курляндське єпископство — Якоб (1360—1371)
  - Лівонський орден — ландмейстер — Арнольд фон Фітінгхоф (1360—1364); Андреас фон Штайнберг (1364); Вільгельм фон Фрімерсгайм (1364—1385)
  - Ризьке архієпископство — Фромхольд Фюнфгаузен (1347/1348-1369)
  - Держава Тевтонського ордену — великий магістр Вінріх фон Кніпроде (1351—1382)
- Білорусь
  - Вітебське князівство — Ольгерд (1320—1377)
  - Турово-Пінське князівство — Василь Михайлович(1355? — після 1392)
- Князь Новгородський — Дмитро Донський (1363—1389)
- Трапезундська імперія — Олексій III (1349—1390)
- Ірландія
  - Айргіалла — Бріан Великий мак Аод (1362—1365)
  - Десмонд — Донал Оге Мак Карті (1359—1390)
  - Тір Еогайн — Аод Реамайр Великий мак Домнайлл (1345—1367)
  - Томонд — король Махгамайн Манмайге О'Бріан (1360—1369)
- Італія
  - Арборейський юдикат — Маріано IV (1347—1375)
  - Венеційська республіка — дож Лоренцо Челсі (1361—1365)
  - Мантуя — капітано-дель-пополо Гвідо Гонзага (1360—1369)
  - Мірандола (герцогство) (Ducato della Mirandola) — Франческо II Піко делла Мірандола (1360? — 1399)
  - Маркграфство Монферрат — Джованні II (1338—1372)
  - Неаполітанське королівство — Джованна I (1343—1382)
  - Салуццо (маркграфство) — Федеріко II (1357—1396)
  - Сардинське королівство — Педро IV (1336—1387)
  - Королівство Сицилія — Фредерік III (1355—1377)
  - Князівство Таранто — Роберт Тарентський (1332—1364); Філіп II Тарентський (1364—1373)
  - Принц-єпископство Тренто — Альберт ді Ортенбург (1360—1390)
  - Урбіно (герцогство) — Федеріко II да Монтефельтро (1359/1364-1370)
  - Феррарська сеньйорія — Нікколо II д'Есте (1361—1388)
  - Маркграфство Фінале — Лаззаріно I дель Карретто (1359—1392)
- Кавказ
  - Грузинське царство — Баграт V Великий (1360—1393)
  - Самцхе-Саатабаго — Бека II Джакелі (1361—1391)
- Німеччина
  - Герцогство Австрія — Рудольф IV (1358—1365)
  - Князівство Ангальт — Ангальт-Бернбург — Генріх IV (1354—1374); Ангальт-Цербст (князівство) — Вальдемар I (1362—1368)
  - Герцогство Баварія — Стефан II (1347—1375)
  - Баварсько-Штраубінзьке герцогство — Вільгельм I (1353—1388)
  - Баденське маркграфство — Рудольф VI (1353—1372)
  - Берг (герцогство) — Вільгельм I (1360—1408)
  - Берхтесгаден (пробство) — Якоб І фон Вансдорф (1362—1368)
  - Маркграфство Бранденбург — Людвіг I (1351—1365)
  - Герцогство Брауншвейг-Люнебург — Вільгельм ІІ (1330—1369)
  - Принц-єпископство Бріксен — Маттеус Андергассен (1336—1368)
  - Вадуц (графство) — Гартман IV (1361—1416)
  - Верле (сеньйорія) — Лоренц (1360—1393) і Йоганн V (1360—1377)
  - Графство Вюртемберг — граф — Ебергард II (1344—1392)
  - Вюрцбург (принц-єпископство) — Альбрехт II фон Гогенлое (1350—1372)
  - Гессен (ландграфство) — Генріх II (1328—1376)
  - Геттінген (князівство) — Ернст I (1344—1367)
  - Принц-єпископство Гільдесгайм — Йоганн II Шадланд (1363—1365)
  - Гольштейн-Піннеберг — Адольф VIII Шаумбург (1353—1370)
  - Гоя (графство) (Grafschaft Hoya) — Гойя-Гойя — Герхард III (1345—1383) і Гойя-Ніенбург — Йрганн II (1345—1377)
  - Архієпископ Зальцбургу — Ордольф Віссенекський (1343—1365)
  - Каммін (єпископство) — Йоганн I (1343/1344-1372)
  - Герцогство Каринтія — Рудольф IV (1358—1365)
  - Кельнське курфюрство — Енгельберт III де ла Марк (1363/1364-1368)
  - Кенігсегг (Königsegg) — Ульріх II (? — 1375)
  - Клеве (герцогство) — Йоганн (1347—1368)
  - Констанц (князівство-єпископство) — Генріх III фон Брандіс (1357—1383)
  - Курпфальц — Рупрехт I (1353—1390)
  - Ландсгут-Баварське герцогство — Стефан II (1353—1375)
  - Ліппе-Детмольд — Симон III (1360—1410)
  - Лужицька марка — Людвіг III (1351—1365)
  - Любекське князівство-єпископство — Бертрам фон Кремон (1350—1377)
  - Люнебург (князівство) — Вільгельм II (1352—1369)
  - Архієпископ Майнца Герлах фон Нассау (1346? — 1371)
  - Марк (графство) — Енгельберт III (1347—1391)
  - Маркграфство Мейсен — Фрідріх III (1349—1381)
  - Мекленбург-Шверін — Альбрехт ІІ (1348—1379)
  - Мекленбург-Штаргард — Йоганн I (1352—1393)
  - Нюрнберг (бургграфство) — Фрідріх V (1357—1397)
  - Графство Ольденбург — Конрад II (1356—1401)
  - Падерборнське князівство-єпископство — Генріх III фон Шпігель цум Дезенберг (1361—1380)
  - Герцогство Померанія — Богуслав V Великий (1326—1368)
  - Равенсберг (графство) — Вільгельм (1360—1408)
  - графство Рітберг — Конрад III (1347—1365)
  - Князівство Руян — Богуслав V Великий (1326—1368)
  - Герцогство Саксен-Віттенберг — Рудольф II (1356—1370)
  - Саксен-Лауенбург — Альбрехт V (1356—1370)
  - граф Тиролю — Рудольф IV (1363—1365)
  - Фельденц (графство) — Генріх II (1347—1378)
  - Хахберг-Заузенберг — Отто І (1318—1384)
  - Герцогство Штирія — Рудольф IV (1358—1365)
  - Юліх-Берг — герцог Вільгельм II (1361—1393)
- Піренейський півострів
  - Королівство Арагон — Педро IV (1336—1387)
  - Королівство Леон — Педро I (1350—1366)
  - Майорканське королівство — Педро IV (1344—1387)
  - Королівство Португалія — король Педру I (1357—1367)
  - Королівство Наварра — Карл II (1349—1387)
  - Гранадський емірат — Мухаммад V аль-Гані (1362—1391)
- Польща — Казимир III Великий (1333—1370)
  - Бжезьке князівство — Людвік I Бжезький (1362—1368)
  - Варшавське князівство (середньовічне) — Земовит III (1355—1373)
  - Герцогство Заган — Генріх V Залізний (1342—1369)
  - Зембицьке князівство — Генріх I Зембицький (1358—1366)
  - Іновроцлавське князівство — Казимир III Великий (1337—1370)
  - Козленське князівство — Конрад I Олесницький (1355—1366)
  - Люблінське князівство — Людвік I Бжегський (1347—1398)
  - Львувецьке князівство — Болеслав II Малий (1346—1368)
  - Немодлінське князівство — Болеслав Немодлінський (1313—1362/1365)
  - Олесницьке князівство — Конрад I Олесницький (1321—1366)
  - Освенцімське князівство — Ян І Схоластик (1324—1372)
  - Свідницьке князівство — Болеслав II Малий (1326—1368)
  - Сцинавське князівство — Ян Сцинавський (1317—1365)
  - Легницьке князівство — Вацлав I Легницький (1346—1368; вдруге)
  - Опольське князівство — Болеслав III Опольський (1356—1370/1375)
  - Померанія-Щецін — Барнім III Великий (1344—1368)
  - Прудницьке князівство — Микулаш II (1361—1365)
  - Ратиборське князівство — Мікулаш II Опавський (1336—1365)
  - Тешинське герцогство — Пшемислав I Носак (1358—1410)
  - Севезьке князівство — Болеслав II Малий (1359—1368)
  - Хойнувське князівство — Людвік I Бжегський (1359—1398)
  - Черське князівство — Земовит III (1349—1373/1374)
  - Яворське князівство — Болеслав II Малий (1346—1368)
- Білозерське князівство — Федір Романович (1339—1380)
- Брянське князівство — Роман Михайлович (1356—1370)
- Велике князівство Владимирське — Дмитро Донський (1363—1389)
- Молозьке князівство — Федір Михайлович (1362—1408)
- Велике князівство Московське — Дмитро Донський (1359—1389)
- Велике князівство Нижньогородсько-Суздальське — Андрій Костянтинович (1355—1365)
- Ростовське князівство — Костянтин Васильович (1360—1364); Андрій Федорович (1364—1409)
- Велике князівство Рязанське — Олег Іванович (1351?-1402)
- Смоленське князівство — Святослав Іванович (1359—1386)
- Стародубське князівство (Північно-Східна Русь) — Андрій Федорович (1363 (або 1370)—1380-ті)
- Велике князівство Тверське — 'Василь Михайлович (1349—1368)
- Кашинське князівство — Михайло Васильович (1362—1373)
- Булгарський улус — Булат-Тимур (1361—1367)
  - Холмське князівство (уділ Тверського) — Всеволод Олександрович (1339—1365)
- Ярославське князівство — Василь Васильович (1345—1380)
- Румунія; Молдова
  - Волощина — господар Ніколає Александру (1352—1364); Владислав I Влайку (1364—1377)
  - Молдавське князівство — Богдан I (1363—1367)
- Скандинавія
  - король Данії — Вальдемар IV (1340—1375)
  - Король Норвегії Гокон VI Маґнуссон (1355—1380)
  - Швеція — Маґнус IV Ерікссон (1319—1364); Альбрехт Мекленбурзький (1364—1389)
- Угорське князівство — король Людовик Угорський (1342—1382)
- Україна —
  - Київський князь — Володимир Ольгердович (1362—1393)
  - Белзьке князівство — Юрій Наримунтович (1352—1377)
  - Волинське князівство — Любарт (1340—1383)
  - Луцьке князівство — Любарт (1340—1383)
  - Подільське князівство — Юрій Коріятович (1363—1374)
  - Сіверське князівство — Корибут-Дмитро Ольгердович (1355—1393)
  - Чернігівське князівство — Роман Михайлович (1361—1401)
  - Кримський улус — Ходжа Алібек (1362—1365)
  - Список консулів Генуезької Ґазарії — Бартоломео де Жакопо (між 1357 і 1373)
- Королівство Франція — Іоанн II Добрий (1350—1364); Карл V Мудрий (1364—1380)
  - Герцогство Аквітанія — Едуард Чорний Принц (1362—1375)
  - Арелатське королівство — пфальцграф — Маргарита I (1361—1382)
  - Герцогство Бар — Роберт (1354—1411)
  - Брабант (герцогство) — Жанна Брабантська (1355—1406)
  - Графство Булонь — Жан I Овернський (1361—1386)
  - Бретонське герцогство — Жан V (1345—1399)
  - Бурбон (герцогство) — Людовик II де Бурбон (1356—1410)
  - Гельдерн (графство) — Едуард (1361—1371)
  - Голландія — Вільгельм I (1354—1388)
  - Ено (графство) — Вільгельм I (1356—1388)
  - Графство Ла Марш — Жан I (1361?—1393)
  - Люксембург (герцогство) — Вацлав I (1354—1383)
  - Льєзьке єпископство — Енгельберт III де ла Марк (1344—1364); Іоанн Аркельський (1364—1378)
  - Мен (графство) — Людовік I Анжуйський (1350—1384)
  - Монбельяр (графство) — Генріх I де Монфокон (1322—1367)
  - Монако — окуповано Генуєю до 1395
  - Намюр (графство) — Гільйом I (1337—1391)
  - Оранж (князівство) — Раймонд III (1347? — 1393)
  - Савойське графство — Амадей VI (1343—1383)
  - Урхельське графство — Сесіль де Комменж (1347—1384)
  - Фландрія — Людовик II Мальський (1346—1384)
  - Графство Фуа — Гастон ІІІ де Фуа (1343—1391)
- Король Богемії (Чехія) — Карл IV (1346—1378)
- Шотландія
  - Король Шотландії — Давид II (1329—1371)
- Святий Престол; Папська держава — папа римський — Урбан V (1362—1370)
- Вселенський патріарх — Філофей (1364—1376)

## Азія
- Візантійська імперія — Іоанн V Палеолог (1341—1376)
- Трапезундська імперія — Олексій III (1349—1390)
- Близький Схід
  - Кілікійське царство — Костандін V (1362—1373)
  - Артукіди — правитель Мардіна Саліх Шамс ад-дін (1312—1364); Ахмад ал-Мансур (1364—1368)
  - Мамелюцький султанат — Шабан II (1363—1376)
  - Айдиногуллари — Іса-бей Айдиноглу (1360—1390)
  - Алайє (бейлик) (Alâiye Beyliği) — Алаеддін (1337? — 1364); Хусамеддін Махмуд (1364—1374?)
  - Герміяногулари — Сулейман Шах (1363? — 1387)
  - Дулкадір (бейлик) — Гарс ад-Дін Халіл (1353—1386)
  - Еретнаогуллари — Мехмед Гіясуддін (1352—1365)
  - Ерзінджан (емірат) — Гіят ад-Дін Мухаммед I (1362? — 1365)
  - Інанчогуллари — Ісхак-бей (1362—1368)
  - Кандар (династія) — Котюрюм Баязид (1361—1383)
  - Ментешеогуллари — Муса-бей (1354—1375)
  - Рамазаногуллари — Ібрагім I Рамадан (1354—1383)
  - Саруханогуллари — Музафферуддін Ісхак-бей (1362—1388)
  - Таджеддіногуллари — Таджеддін (1348—1386)
  - Текейський бейлик — Мехмед-бей Теке (між 1360 і 1377)
  - Хамідогуллари — Хусамюддін Ільяс (1358—1370)
  - Караманіди — Алаеддін-бей I Караманід (1361—1381)
  - Османська імперія — Мурад I (1362? — 1389)
  - Шаріфат Мекки — Аджлан Абул-Сардж (1346—1372; з перервами)
  - Зіяриди — Нізарі — Муїзз ад-Дін Хусейн (1332—1370)
  - Емірат Хасанкейф (Emirate of Hasankeyf) — Газі Мухаммед ібн Абі Бакр (1324/1325–1364); аль-Малік аль-Аділ Абу аль-Мафахір Фахр ад-Дін Сулейман (1364—1424)
  - Персія
  - Музаффариди — Шах Шуджа (1358—1364); Шах Махмуд (1364—1366)
  - Держава Ширваншахів — Кабус (1348—1372)
- Расуліди — аль-Афдаль аль-Аббас (1363—1377)
  - Сербедари — Гасан аль-Дамгані (1358? — 1364); Ходжа Алі Муайяд (1364—1376)
- Індія і Шрі-Ланка
  - Ахом — Сухрангпха (1332—1364); до 1369 міжцарство
  - Бахмані — Мухаммад-шах I Газі (1358—1375)
  - Бенгальський султанат — Сікандар-шах I (1358—1390)
  - Віджаянагарська імперія — Букка I (1343—1379)
  - Східні Ганги — Нарасімха Бхану Дева III (1352—1378)
  - Гархвал (держава) — Аджай Пал (1358—1389)
  - Делійський султанат — Династія Туґлак — Фіроз Шах Туґхлак (1351—1388)
  - Джайпур (князівство) — Джансі (1317—1367)
  - Джайсалмер (князівство) — Кегар Сінгх II (1335—1402)
  - Джодхпур (князівство) — Канхадев (1357—1374)
  - Кашмірський султанат — Шахаб ад-Дін-шах (1355—1373)
  - Мадурайський султанат — Фахр-уд-дін Шах (1358—1368)
  - Династія Малла — Раджаладеві (1347—1385)
  - Мевар (князівство) — Хамір Сінґх (1326—1364); Кшетра Сінґх (1364—1382)
  - Джафна (держава) — Гунабхушана Сінкаярян (1348—1371)
  - Династія Редді — Анавота Редді (1353—1364); Анавема Редді (1364—1386)
  - Династія Самма — Джем Банхабіна (1352—1367)
- Індонезія; Південно-Східна Азія
  - Аюттхая (королівство) — Раматхібоді I (1351/1352-1369)
  - Гантаваді — Бінья У (1348—1384)
  - Дайв'єт — Трань Ду Тонг (Trần Dụ Tông; 1341—1369)
  - Ланна (держава) — Куена (1355—1385)
  - Лансанг — Фа Нгум (1354—1372)
  - Лемро — Мін Хті (1279—1374)
  - Пагаруюнг — Адітьяварман (1347—1385)
  - Маджапагіт — Хаям Вурук (1350—1389)
  - Муанг Мао — Сі Кефа (1340—1371)
  - Могн'їн (князівство) — Сі Кефа (1347—1371)
  - Пінья (царство) — Наратху (1359—1364); Узана II (1364). Падіння. Ава (М'янма) — Тадомінб'я (1364—1367)
  - Сінгапура — Шрі Рана Вікрама (1362—1375)
  - Чампа — По Бінасуор (1360—1390)
  - Сукхотай (королівство) — Літхай (1347—1368)
  - Сунда — Мангкубумі Сурадіпаті (1357—1371)
  - Кедах (султанат) — Ібрагім Шах (1321—1373)
  - Пасай — Зайн ал-Абідін I (1349—1406)
  - Сікайн (царство) — Мінб'яук Тхіхапате (1352—1364). Падіння.
  - Тернатський султанат — колано Мамолі Гапі Маламо (1359—1372)
- Кхмерська імперія — Сорйовонг (ស្រីសុរិយោវង្ស; 1360? — 1369)
- Накхонситхаммарат (держава) — до 1375 імена наразі невідомі
- Китай; Монголія
  - Золота Орда — Азіз-шейх (1363—1367)
  - ідикут Кучі — до 1389 невідомі
  - Мін Ся — Мін Юйчжень (1362—1366)
  - Чагатайський улус — Кабул-шах (1364—1370)
  - Тибет — десі (регент-володар) Чанчуб Г'ялцен (1357—1364); Джам'ян Шак'я Г'ялцен (1364—1373)
  - Династія Юань — Тоґон-Темур (1332—1368)
- Окінава
  - Гокудзан — Хандзі (1314—1395)
  - Нандзан — Шосатто (1314—1398)
  - Тюдзан — Сатто (1356? — 1395)
- Корея
  - Корьо — Конмин (1351—1374)
- Паганське царство — Узана II (1325—1365/1368)
- Середня Азія
  - емір Гургана (Астрабада) і східного Мазандерану Амір-Валі (1356—1366)
  - Джалаїрський султанат — Увайс I (1356—1374)
  - Ільхани — Газан-хан II (1357—1401)
  - Марашіян — Камал ад-Дін I і Рида ад-Дін (1362—1393)
  - Міхрабаніди — Із ад-Дін ібн Рукн ад-Дін Махмуд (1352—1380)
  - Улус Орда-Іхена — Урус-хан (1360—1377)
  - Сигнакський улус — Караї-Ногай (1361—1364); Тогли-Темир (1364—1368)
- Японія — Імператор Ґо-Муракамі (1339—1368)

## Африка
- - аббасидський халіф Каїра Аль-Мутаваккіль Алаллах I (1362—1377)
- Варсангалі (султанат) — гараад Мохамуд (1355—1375)
- Імперія Волоф — Ндіадіане Ндіає (1350—1370)
- Імператор Ефіопії — Невая Крестос (1344—1372)
- Заяніди — Абу Хамму II (1360—1370)
- Іфат — Алі ібн Сабр ад-Дін (1344—1364?); Хакк ад-Дін II (1364? — 1374)
- Кілва (султанат) — Талут ібн Дауд (1362—1364); Сулейман ібн Дауд (1364—1366)
- Макурія — аль-Амір Абі Абдалла Канз ель-Даула (між 1333 і 1397)
- Імперія Малі — Марі Діата II (1360—1374)
- Мариніди — Мухаммад II аль-Мутавакіль (1362—1366)
- Нрі — Езе Нрі Гіофо (1300—1390)
- Мамелюцький султанат — Шабан II (1363—1376)
- Хафсіди — Абу Ісхак Ібрагім II (1350—1369)

## Південна Америка
- Королівство Куско — Інка Рока (1350—1380)
- Тескоко (держава) — Течотлалатль (1357—1409)

## Північна Америка
- Ацкапоцалько — Тезозомок Макуецін (1343? — 1426)
- Маяпанська ліга — Кокоми; Чо Коком (1352—1365)
- Імперія Пурепеча — Таріакурі (1300—1350/1390)
- Тлателолько — Куакуапіцауак (1352—1407)